# Spodnja Lipnica
Spodnja Lipnica este o localitate din comuna Radovljica, Slovenia, cu o populație de 155 de locuitori.